# Chiesa di Sant'Antonio (Apricale)
La chiesa di Sant'Antonio abate è un luogo di culto cattolico situato nel comune di Apricale, in provincia di Imperia. Il complesso è situato presso il locale cimitero.

## Storia e descrizione
Secondo alcune fonti la chiesa potrebbe essere risalente al XIII secolo di cui rimane integro di tale datazione l'abside in conci di arenaria. Un sostanziale intervento di rivisitazione e restauro si attuò tra il 1771 e il 1776, a causa del grave degrado, dove si provvide al rifacimento del tetto e della facciata del XVII secolo. L'edificio si presenta internamente ad unica navata rettangolare con la presenza di quattro campate più l'abside.
In quest'ultimo elemento architettonico è conservato l'affresco raffigurante Gesù racchiuso tra due archi di luce; nel registro superiore sono riconoscibili altre raffigurazioni dei santi Antonio abate, Bartolomeo e Zeno. Tali dipinti, oramai deteriorati, potrebbero essere databili tra il XIV e XV secolo.
Ai lati sono presenti i due altari dove sono conservate le due tele della Discesa dello Spirito Santo sulla Vergine Maria e gli Apostoli - a destra - e la Pietà fra santa Lucia e sant'Agnese - a sinistra - entrambi attribuiti al pittore Bartolomeo Asmio di Sanremo. Altri dipinti raffigurano la Natività con san Gerolamo e santi, l 'Incoronazione della Vergine Maria e l'Adorazione dei Magi. Vi è inoltre una statua in legno del 1640 di Sant'Antonio abate.
Gli ultimi restauri all'edificio, normalmente chiuso, sono risalenti agli anni novanta.